# Agua embotellada

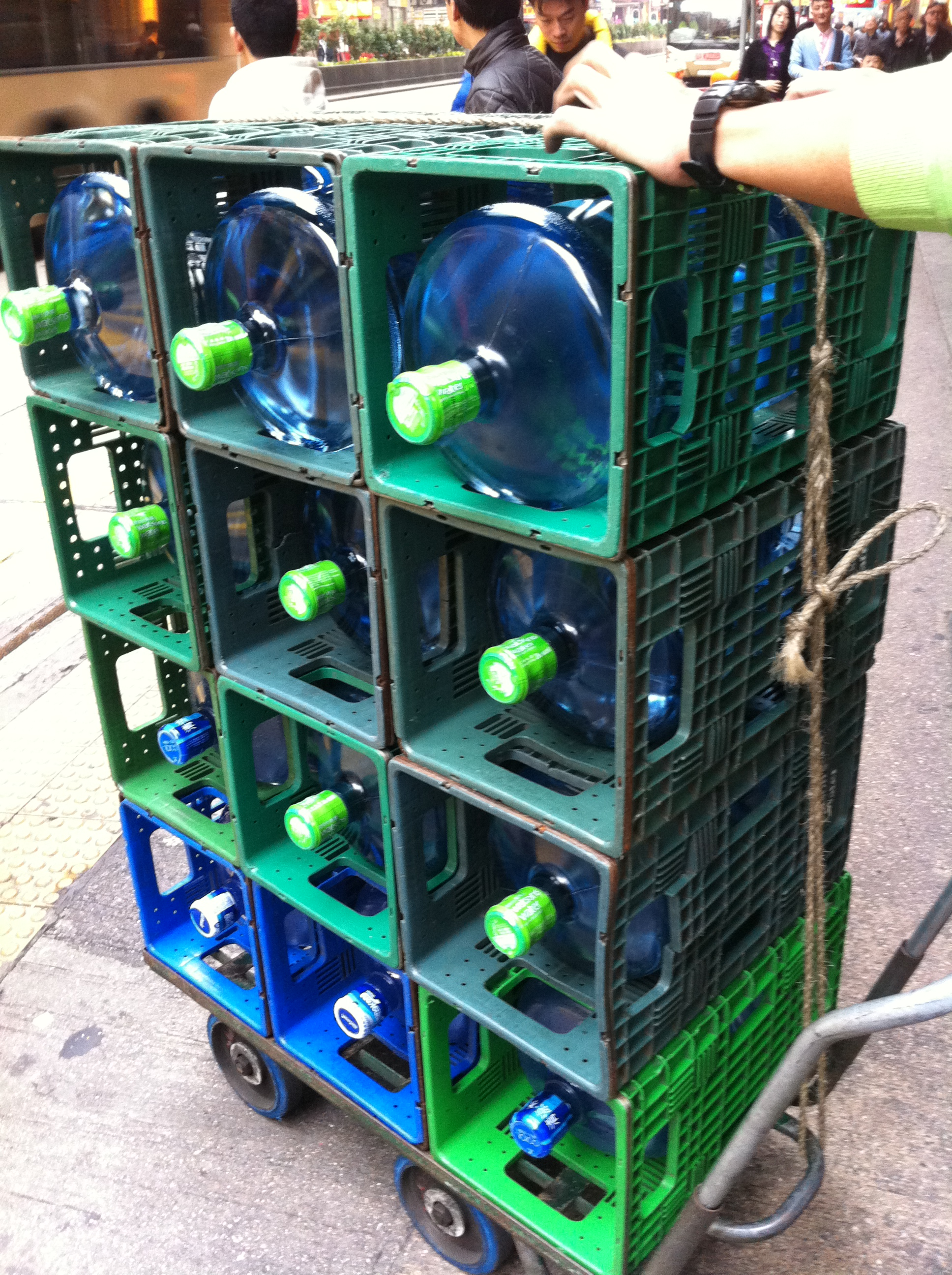
Botellones de agua envasada purificada en Hong Kong

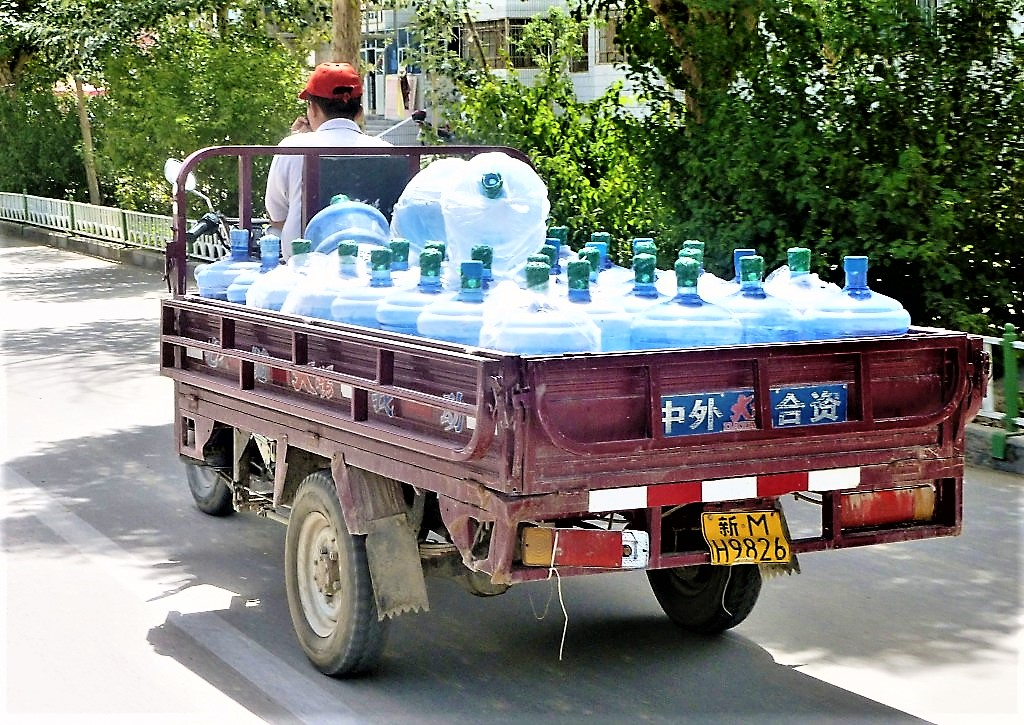
Transporte de agua embotellada, Qiemo, Sinkiang, China

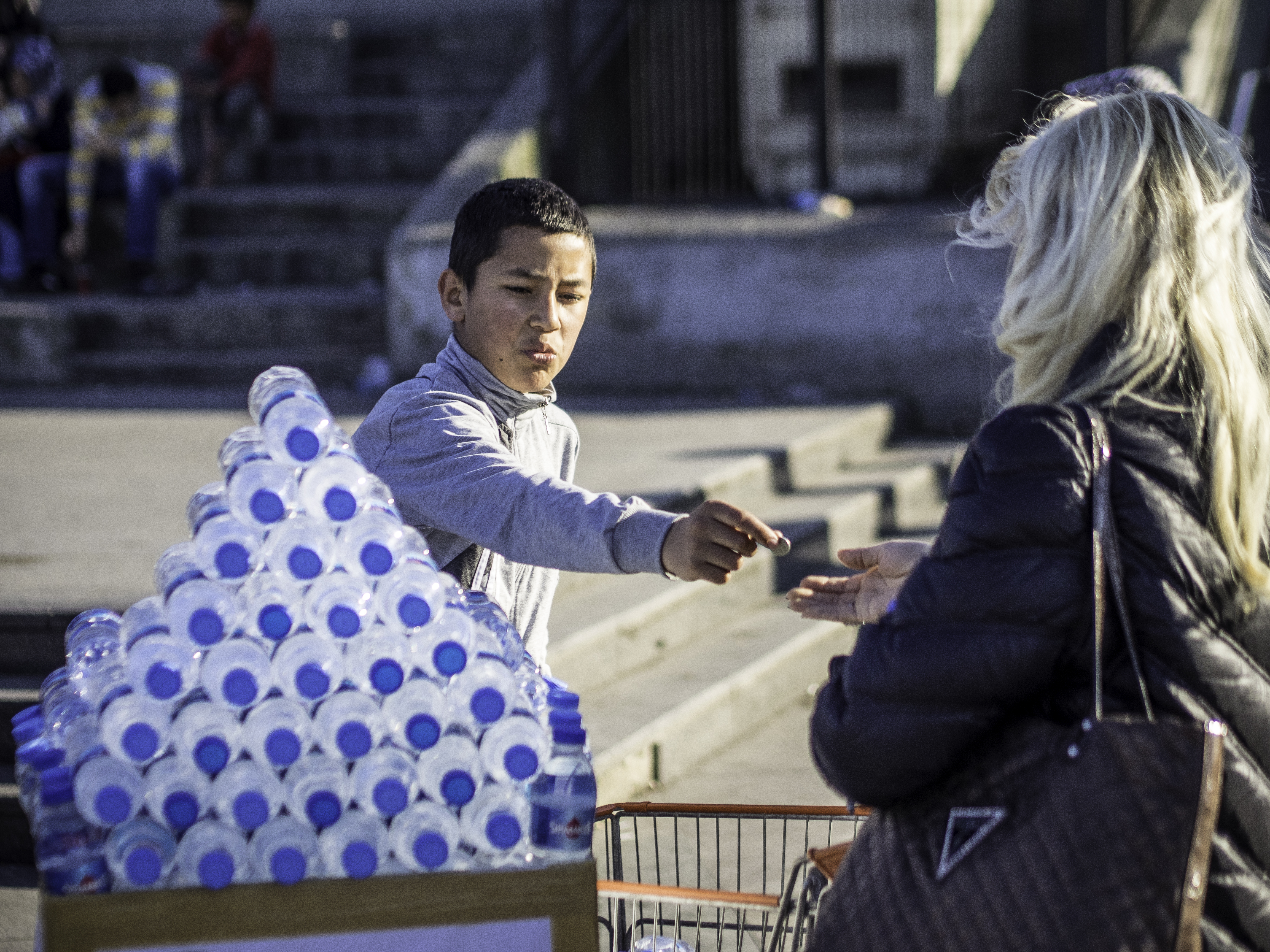
Un vendedor de agua embotellada en Estambul, Turquía

El agua embotellada  o agua envasada es agua potable envasada en botellas individuales o agrupadas en paquetes de consumo en distintas capacidades o tamaños y que se pone a la venta al por menor o mayor, con un estándar de calidad promedio medio-alto ya sea en temperatura ambiente o fría.

## Origen del agua embotellada
El agua puede ser agua glacial, agua de manantial, agua de pozo, agua purificada o simplemente agua del abastecimiento público (el agua del grifo).
Muchos países, especialmente los países desarrollados, regulan la calidad del agua embotellada a través de estándares del gobierno, normalmente utilizados para garantizar que la calidad del agua es segura y las etiquetas reflejan con precisión el contenido de la botella. En muchos países en desarrollo, sin embargo, tales normas son variables y suelen ser menos estrictos que los de las naciones desarrolladas.

### Cualidades del agua embotellada
Aunque muchas veces no se aprecia diferencia, los profesionales expertos catadores (Sumiller) son capaces de distinguir esas pequeñas variaciones de un agua a otro. Por ejemplo, un agua resultará más ligera o más pesada, sabrá más a minerales y hierro o menos, etc. Una persona normal, si presta especial atención a la hora de saborear un agua, también notará esas pequeñas apreciaciones.

### Producción de agua embotellada
La producción del agua embotellada cuesta entre 0,25 y 2 dólares por botella. De acuerdo a Bottledwaterblues.com, el 90 % de este coste consiste en hacer la botella, la etiqueta y los tapones.

## A favor del agua embotellada
Partidarios del agua embotellada no ven el producto como una alternativa al agua municipal, pero lo ven como una saludable alternativa a los refrescos que puede ser adquirida en restaurantes, pequeños supermercados y máquinas de refrescos. La industria del agua embotellada señala que las botellas PET (tereftalato de polietileno) solo suponen un 0,33 % del agua desperdiciada en los Estados Unidos.
Existen diversos procesos de reciclaje que favorecen la producción de agua embotellada de una forma sustentable. Desde el 2015, marcas como Pathwater han utilizado el aluminio reciclado para ofrecer una botella que puede ser reutilizada hasta 100 veces, ofreciendo al consumidor una alternativa a las botellas de agua de plástico a uso único.

## En contra del agua embotellada
El Consejo de Defensa de las Fuentes Naturales, Sierra Club y el Fondo Mundial para la Naturaleza han insistido en la importancia de consumir menos agua embotellada, y han surgido varias campañas contra el agua embotellada. Muchas de estas campañas afirman que el agua embotellada no es mejor que el agua del grifo. Además, se genera basura: organizaciones como Corporate Accountability International dicen que millones de botellas de plástico acaban en vertederos.
El acceso libre y fácil al agua potable se considera unos de los derechos básicos. En este sentido la accesibilidad al agua potabilizada se garantiza mediante la construcción de redes de abastecimiento públicas así como la instalación de fuentes públicas de acceso libre en plazas y calles en localidades y ciudades.
Se considera el derecho al agua como uno de los derechos humanos fundamentales y un bien público que limitaría la comercialización del agua embotellada.